# Pontiac LeMans (1962)
Pontiac LeMans – samochód osobowy klasy średniej, a następnie klasy wyższej produkowany pod amerykańską marką Pontiac w latach 1962 – 1981.

## Pierwsza generacja

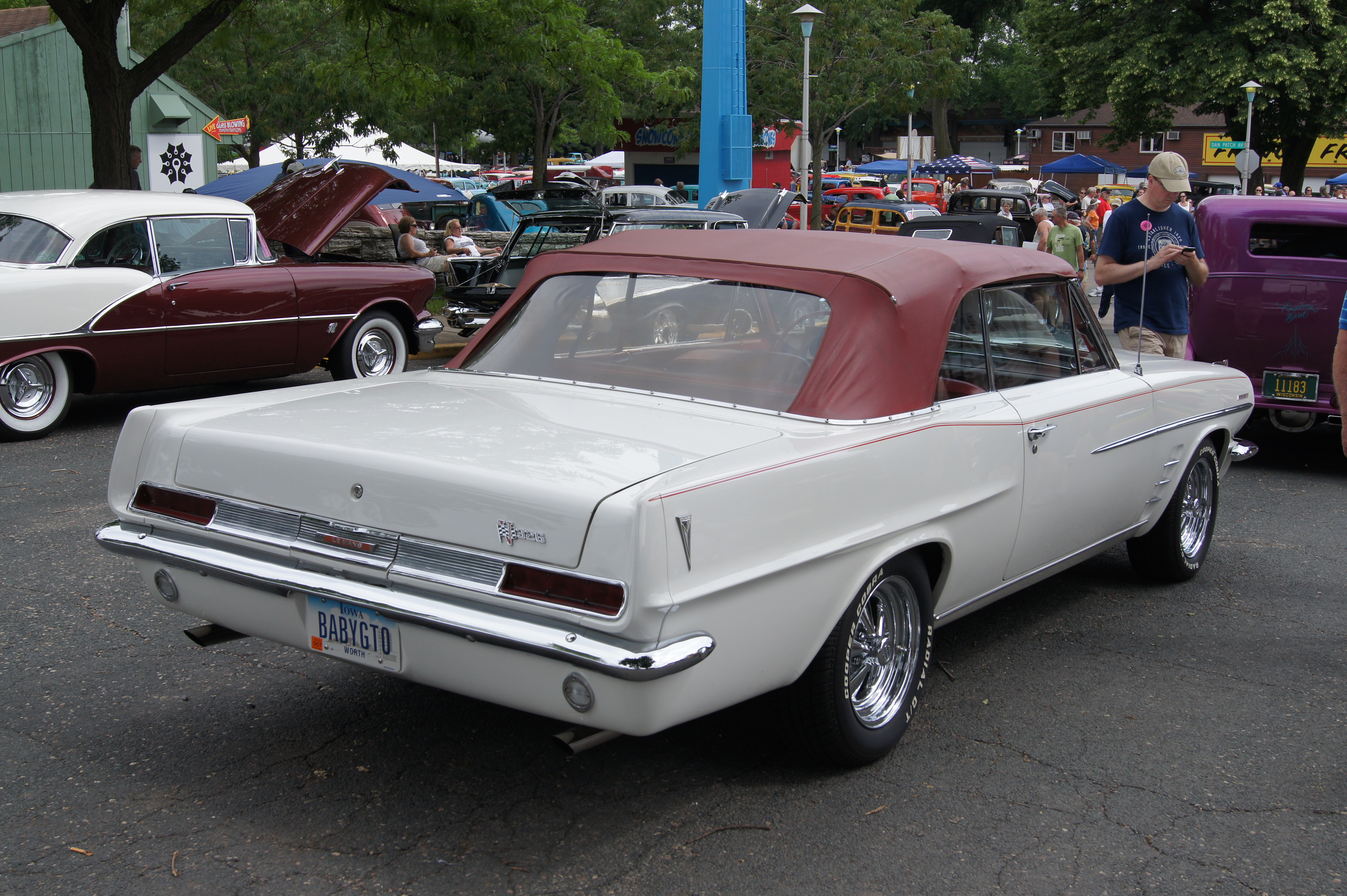
Pontiac LeMans I - tył

Pontiac LeMans I został zaprezentowany po raz pierwszy w 1962 roku.
Początkowo w latach 1960-1962 nazwa  LeMans stosowana była jako topowy wariant wyposażenia modelu Tempest, stanowiąc część jego gamy modelowej. Zmieniło się to jesienią 1962 roku, kiedy to Pontiac zdecydował się utworzyć odrębną linię modelową.
Pierwsza generacja modelu LeMans charakteryzowała się dwoma dostępnymi wariantami nadwoziowymi, jako 2-drzwiowe coupe oraz 2-drzwiowy kabriolet, a także dwukolorowym malowaniem nadwozia. Charakterystyczną cechą wyglądu była podwójna atrapa chłodnicy o elipsoidalnym kształcie.

### Silniki
- L4 3.2l
- V8 3.5l
- V8 5.3l

## Druga generacja

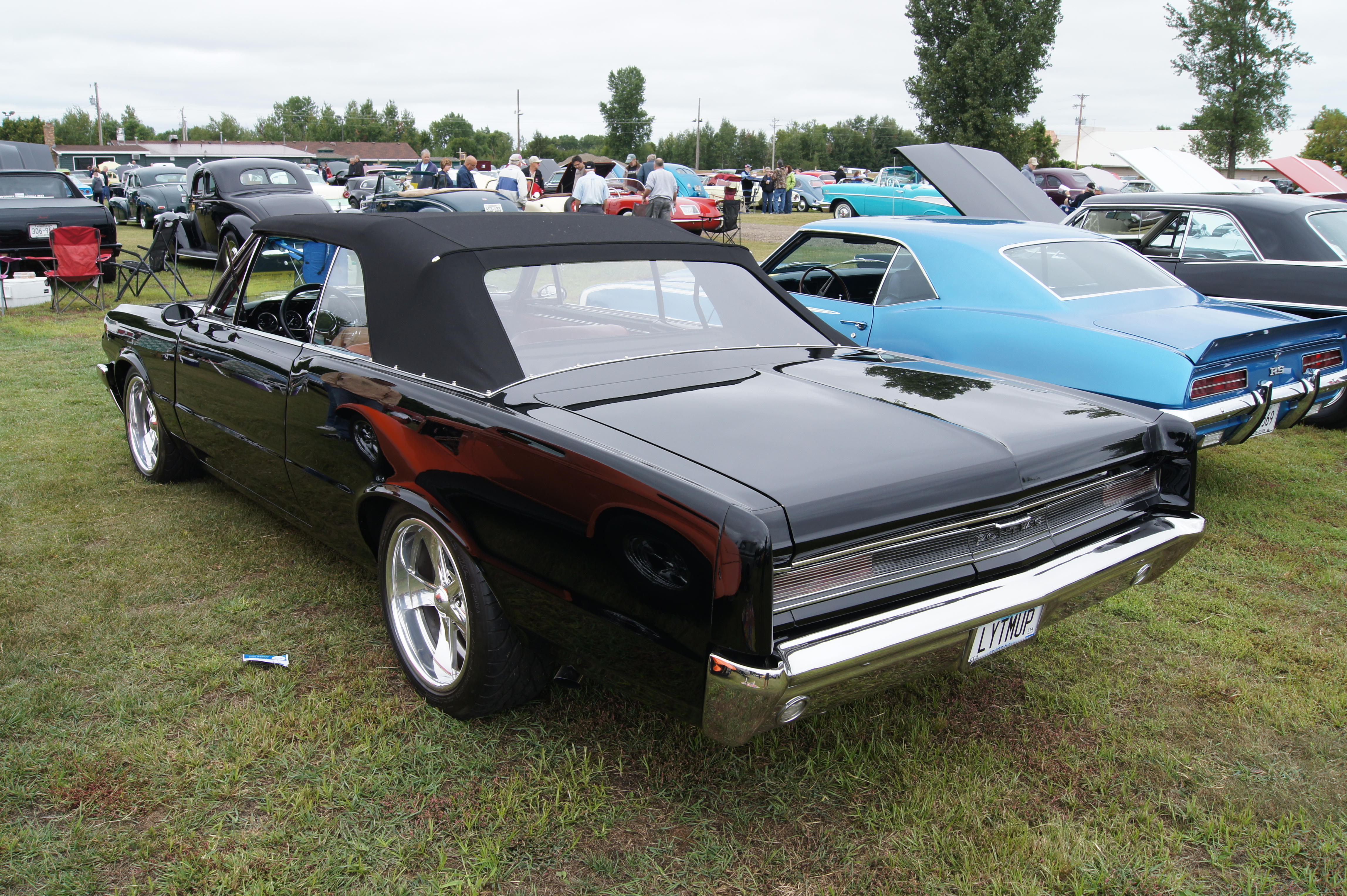
Pontiac LeMans II - tył

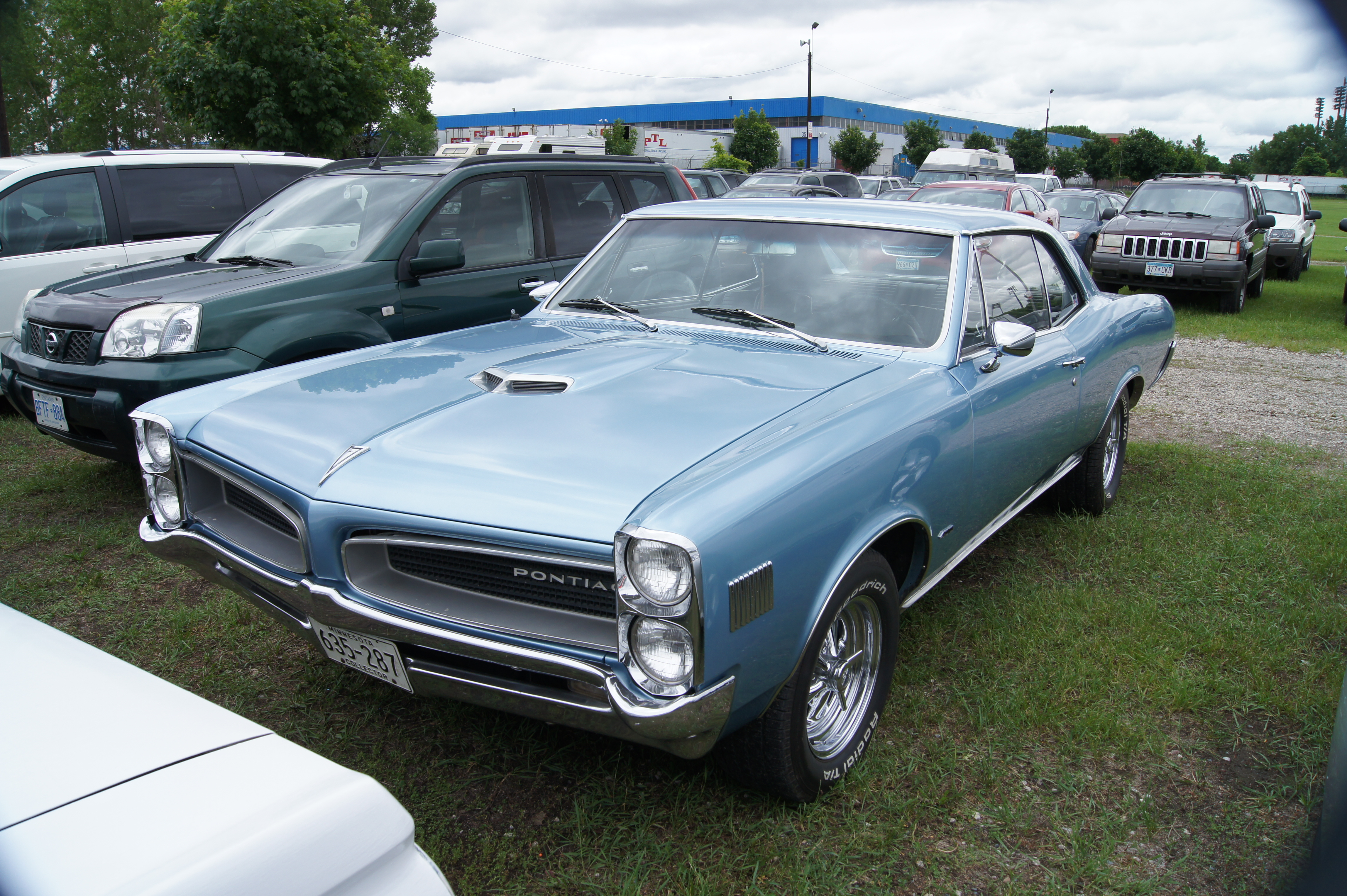
Pontiac LeMans II po liftingu

Pontiac LeMans II został zaprezentowany po raz pierwszy w 1964 roku.
Druga generacja modelu LeMans, tym razem opracowana już od początku jako niezależna linia modelowa gamy Pontiaka, utrzymana została w kierunku stylistycznym typowym dla innych, podobnej wielkości modelu z lat 60. XX wieku.
Pas przedni w pierwszych latach produkcji zdobiły podwójne, szeroko rozstawiony okrągłe reflektory, a także duża dwuczęściowa atrapa chłodnicy.

### Restylizacje
Podczas 4 lat produkcji, Pontiac LeMans drugiej generacji przeszedł z każdym rokiem produkcji kolejne zmiany stylistyczne, z czego największe przeprowadzono z 1965 rokiem. Podobnie do pokrewnych konstrukcji z tego okresu na czele z modelem Tempest, z przodu pojawiły się pionowo umieszczone podwójne, okrągłe reflektory.

### Silniki
- L6 3.5l
- L6 3.8l
- V8 5.3l
- V8 5.7l
- V8 6.4l

## Trzecia generacja

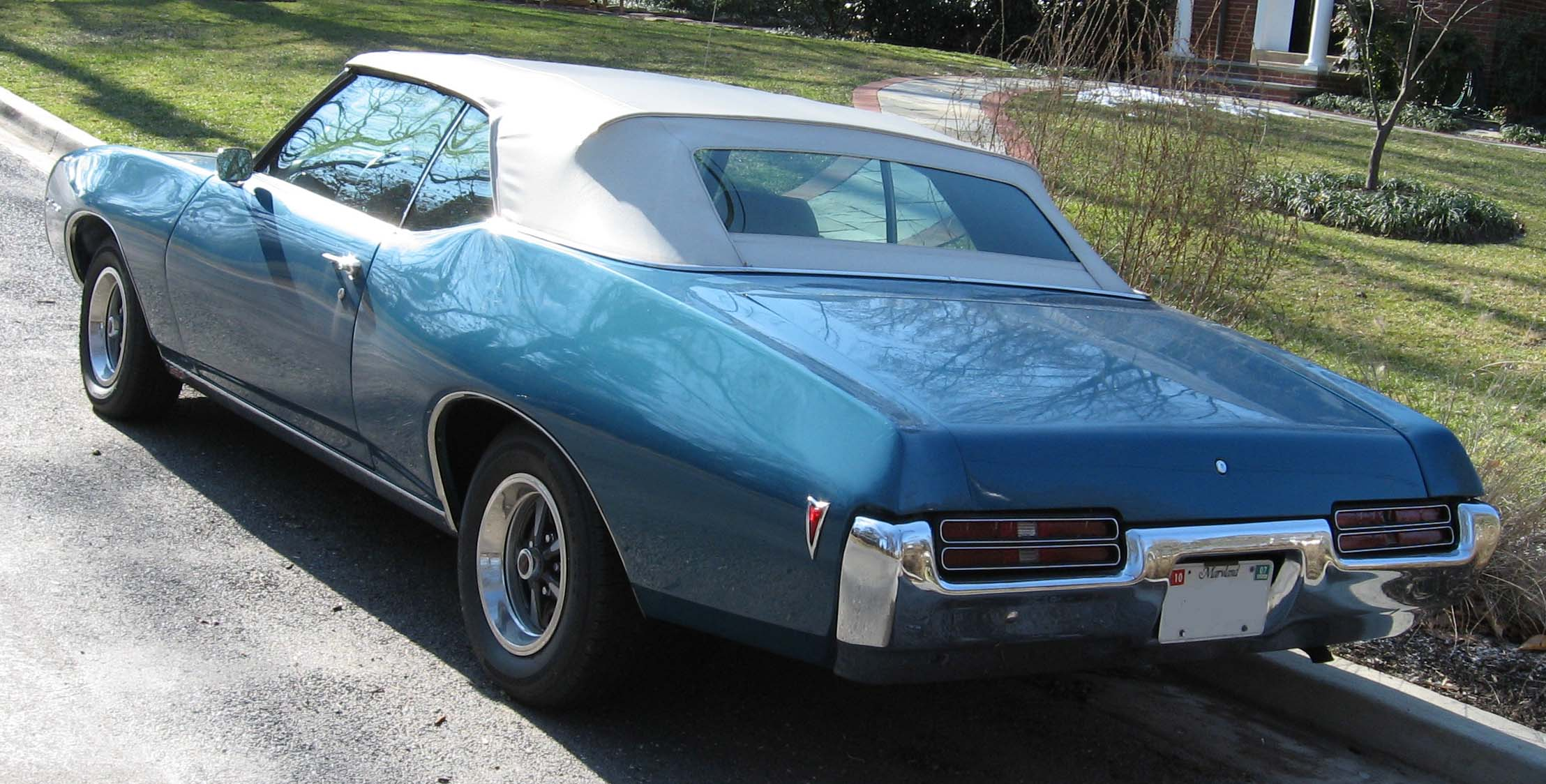
Pontiac LeMans III - tył

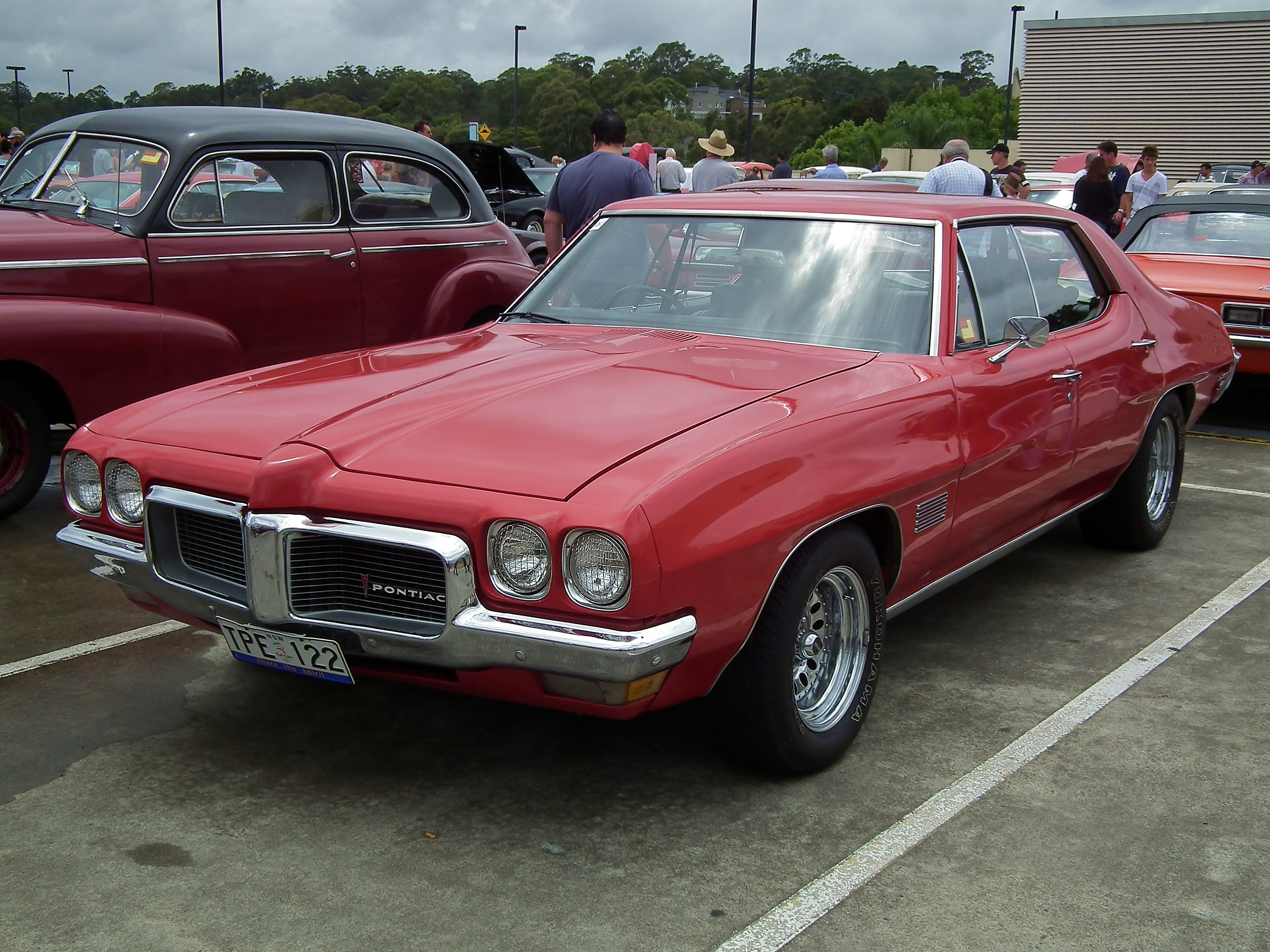
Pontiac LeMans III Sedan po liftingu

Pontiac LeMans III został zaprezentowany po raz pierwszy w 1968 roku.
Trzecia generacja linii modelowej LeMans zyskała bardziej muskulare proporcje nadwozia, z obłymi błotnikami i dużą, chromowaną obwódką pasa przedniego. Charakterystycznym elementem stylistyki w pierwszych latach produkcji była szpiczasta atrapa chłodnicy z trójkątnym wybrzuszeniem.

### Restylizacje
Podczas cyklu produkcyjnego trzeciej generacji Pontiaka LeMans, samochód ten przeszedł dwie obszerne modernizacje. W ramach tej z 1970 roku, zmienił się wygląd pasa przedniego, z innym układem atrapy chłodnicy i reflektorów. Rok później, ponownie zmodyfikowano kształt atrapy chłodnicy.

### Silniki
- L6 4.1l
- V8 5.7l
- V8 6.6l
- V8 7.5l

## Czwarta generacja

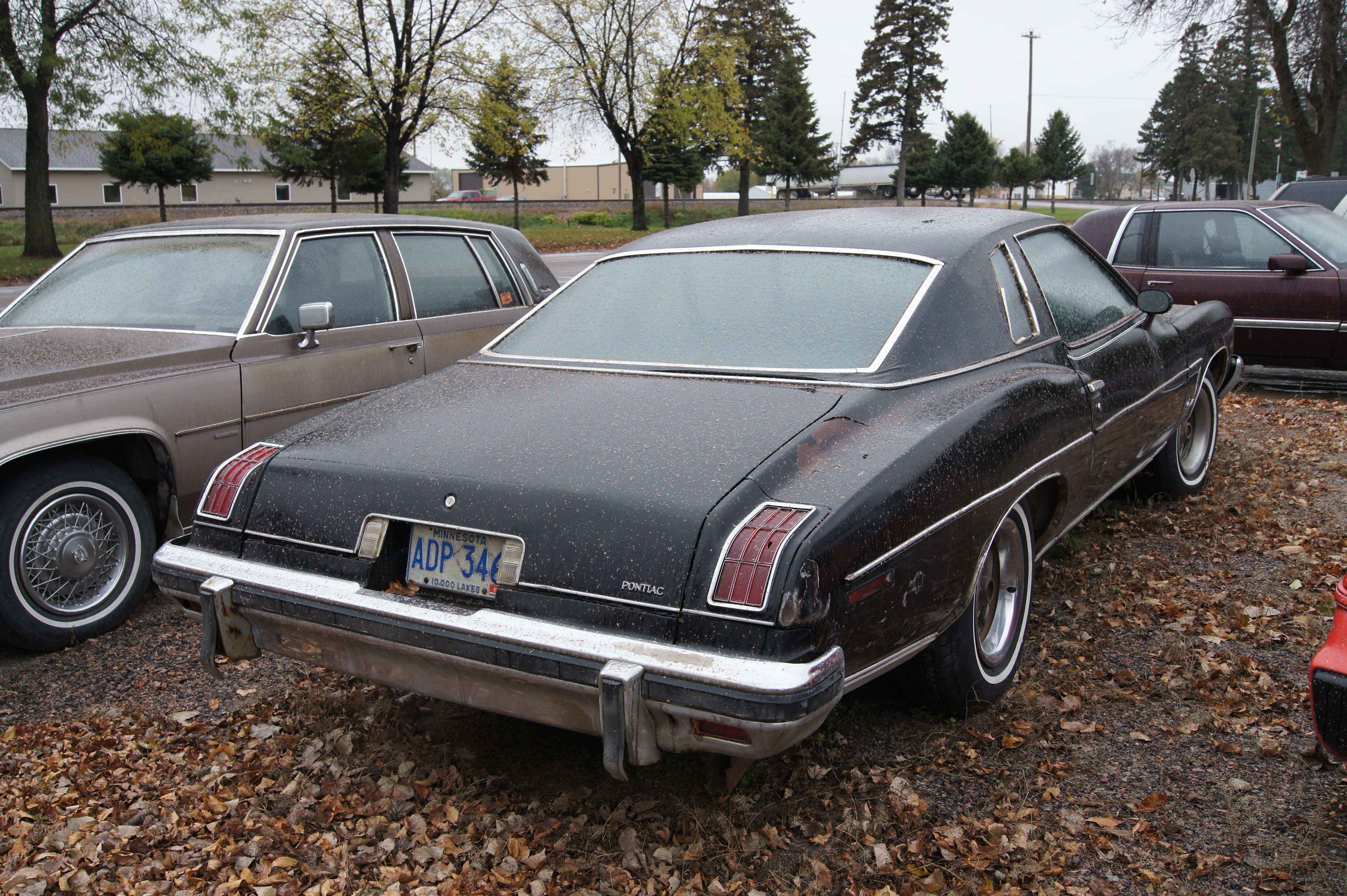
Pontiac LeMans IV - tył

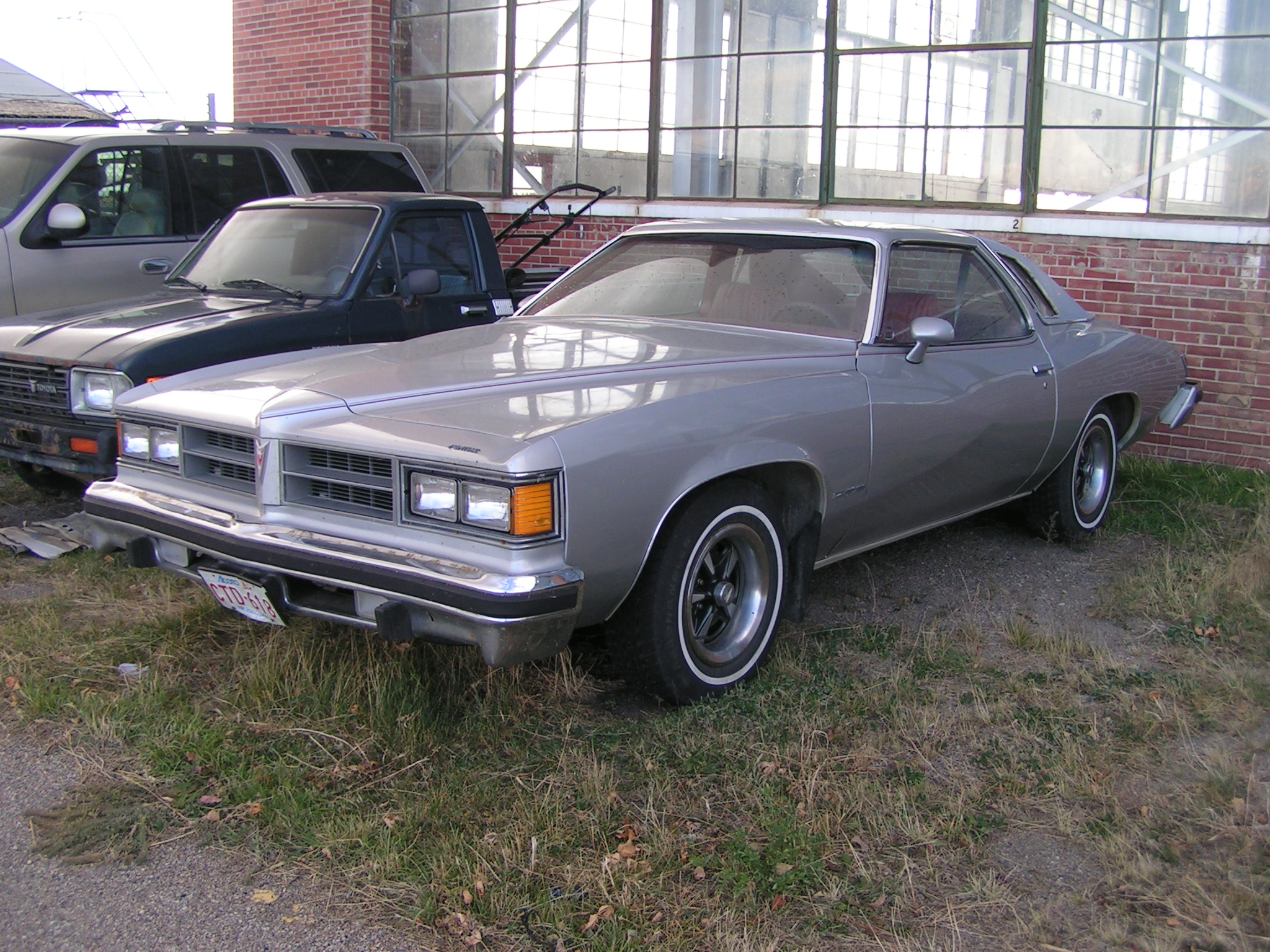
Pontiac LeMans IV po liftingu

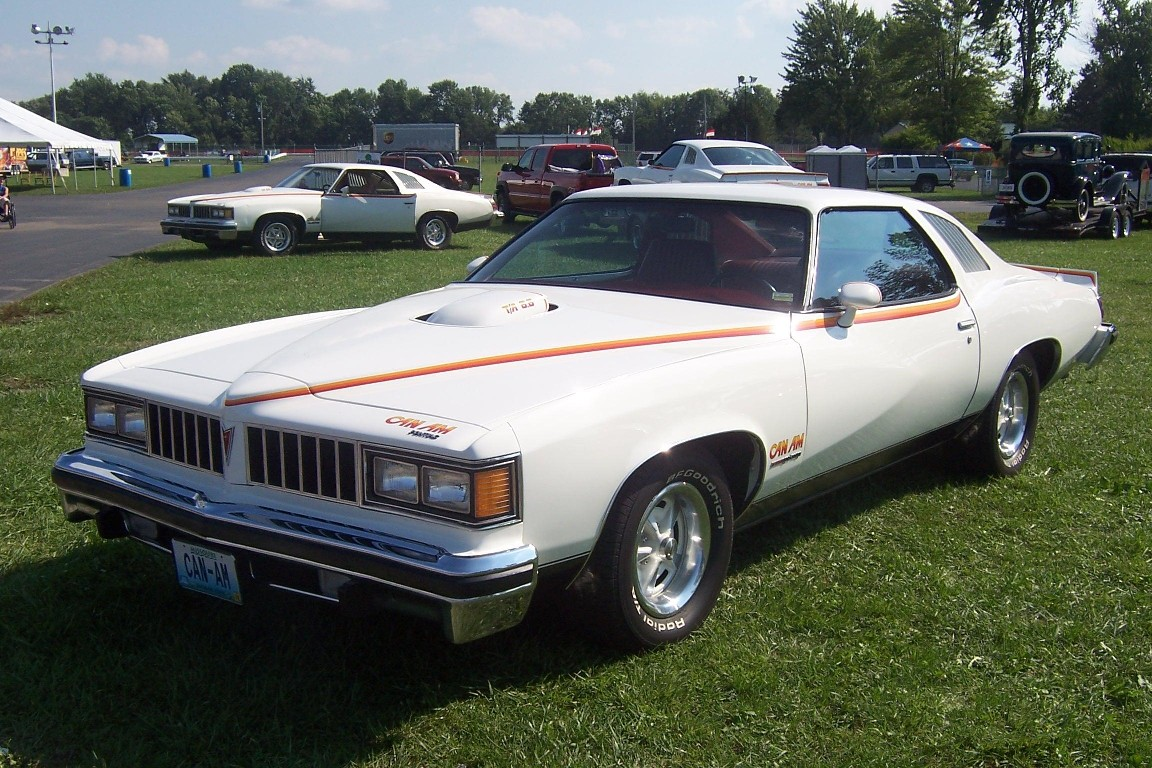
Pontiac Can Am

Pontiac LeMans IV został zaprezentowany po raz pierwszy w 1973 roku.
Opracowując czwartą generację modelu LeMans, Pontiac nadał temu modelowi smuklejsze i płynniejsze linie nadwozia. Na masce znalazło się podłużne wybrzuszenie, z kolei tylne nadkola zyskały charakterystyczne łukowe przetłoczenia. Pas przedni dalej zdobiła podwójna atrapa chłodnicy.

### Restylizacje
W latach 1975 oraz 1976 czwarta generacja Pontiaka LeMans przeszła dwie modernizacje, z czego pierwsza przyniosła najrozleglejsze zmiany. Pas przedni stał się bardziej kanciasty, zyskując bardziej prostokątne reflektory i kanciastą atrapę chłodnicy. Zmienił się również kształt zderzaków, a także w mniejszym stopniu - tylnej części nadwozia.

### Can Am
W styczniu 1977 Pontiac przedstawił opracowany na bazie LeMans czwartej generacji sportowy, topowy wariant o nazwie Can Am. Wyróżniał się on innym malowaniem nadwozia, a także 200-konnym silnikiem V8 o pojemności 4-litrów. Produkcja tego wariantu trwała niespełna rok.

### Silniki
- L6 4.1l
- V6 3.8l
- V8 4.3l
- V8 4.9l
- V8 5.7l
- V8 6.6l
- V8 7.5l

## Piąta generacja

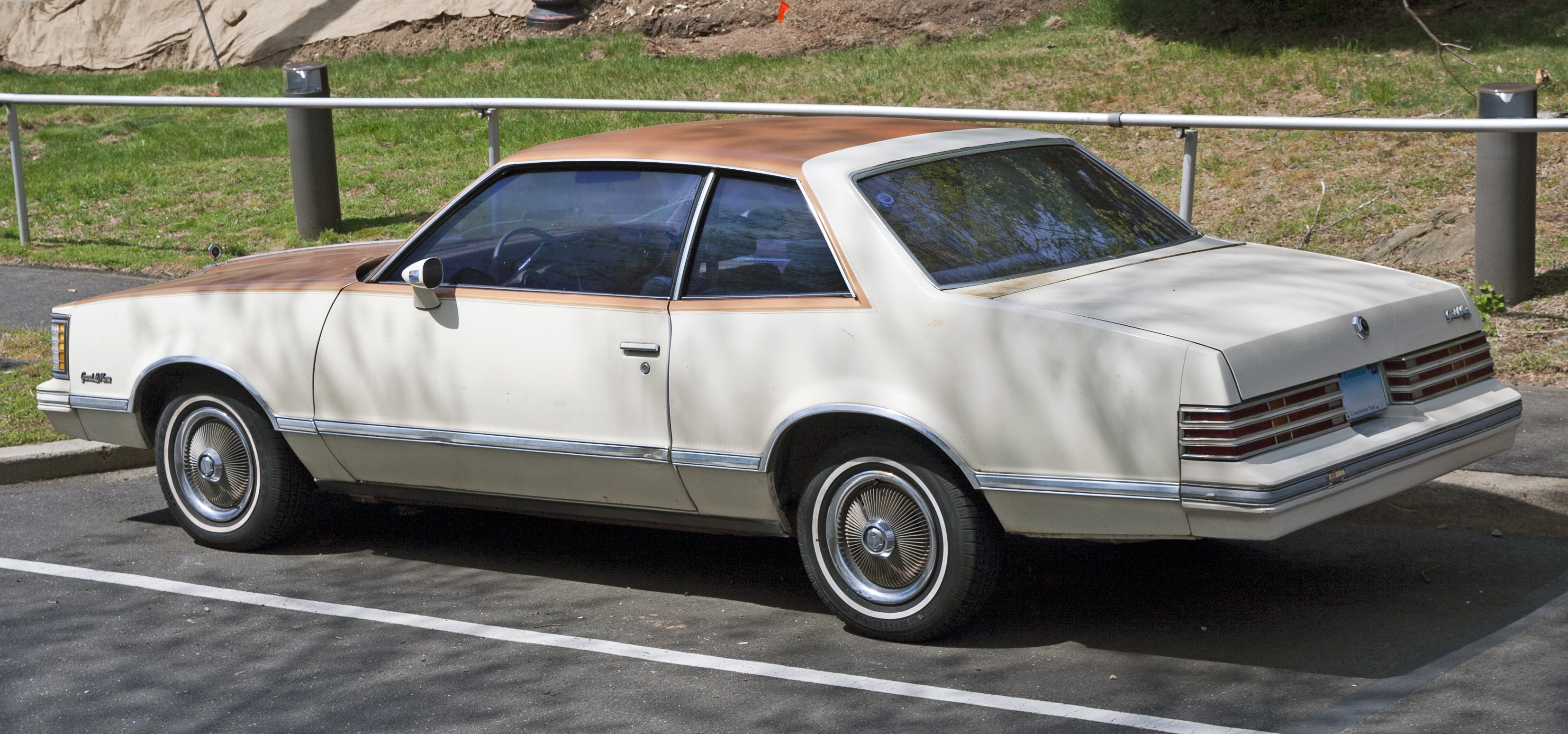
Pontiac LeMans V - tył

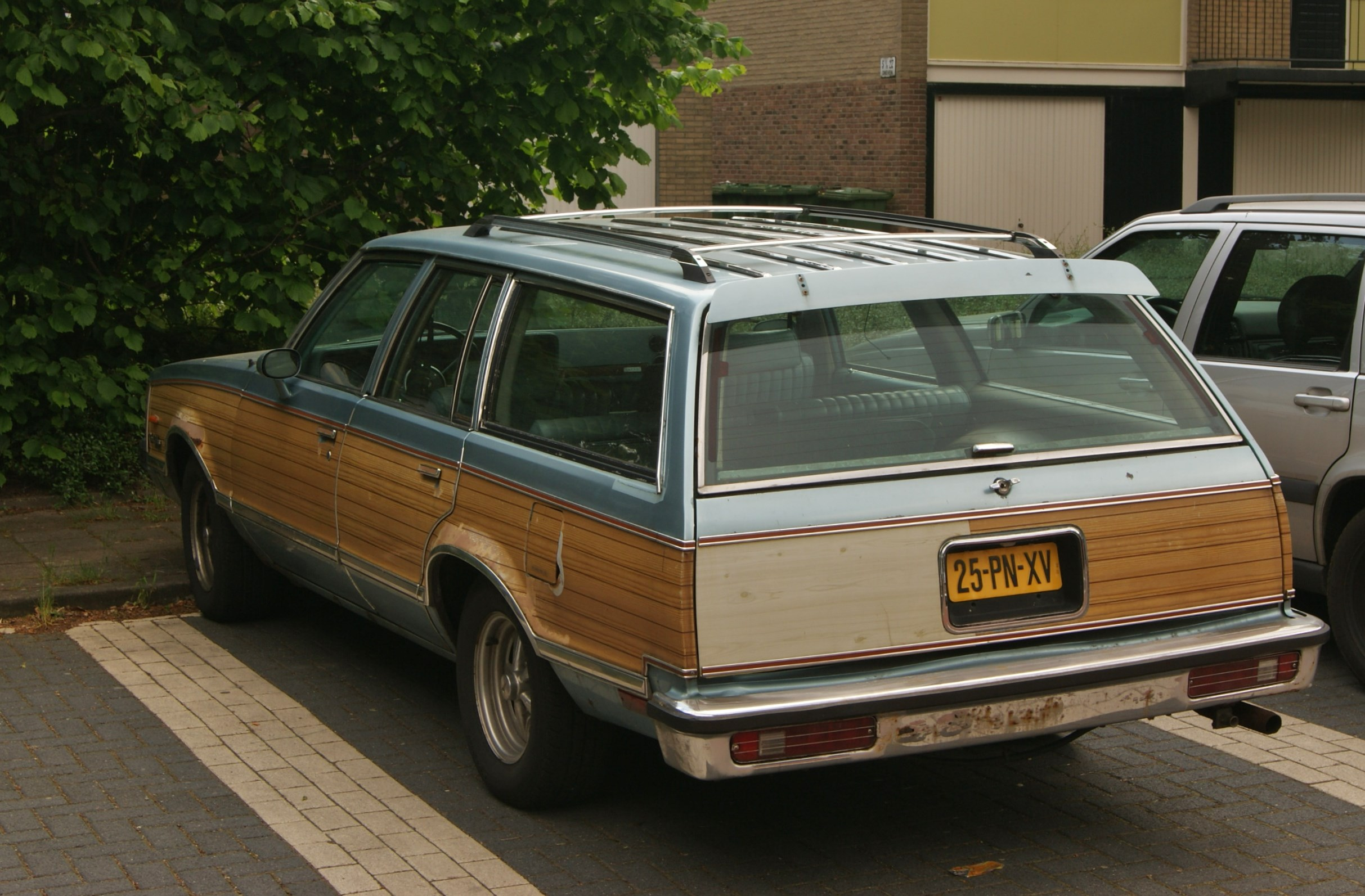
Pontiac LeMans V Kombi

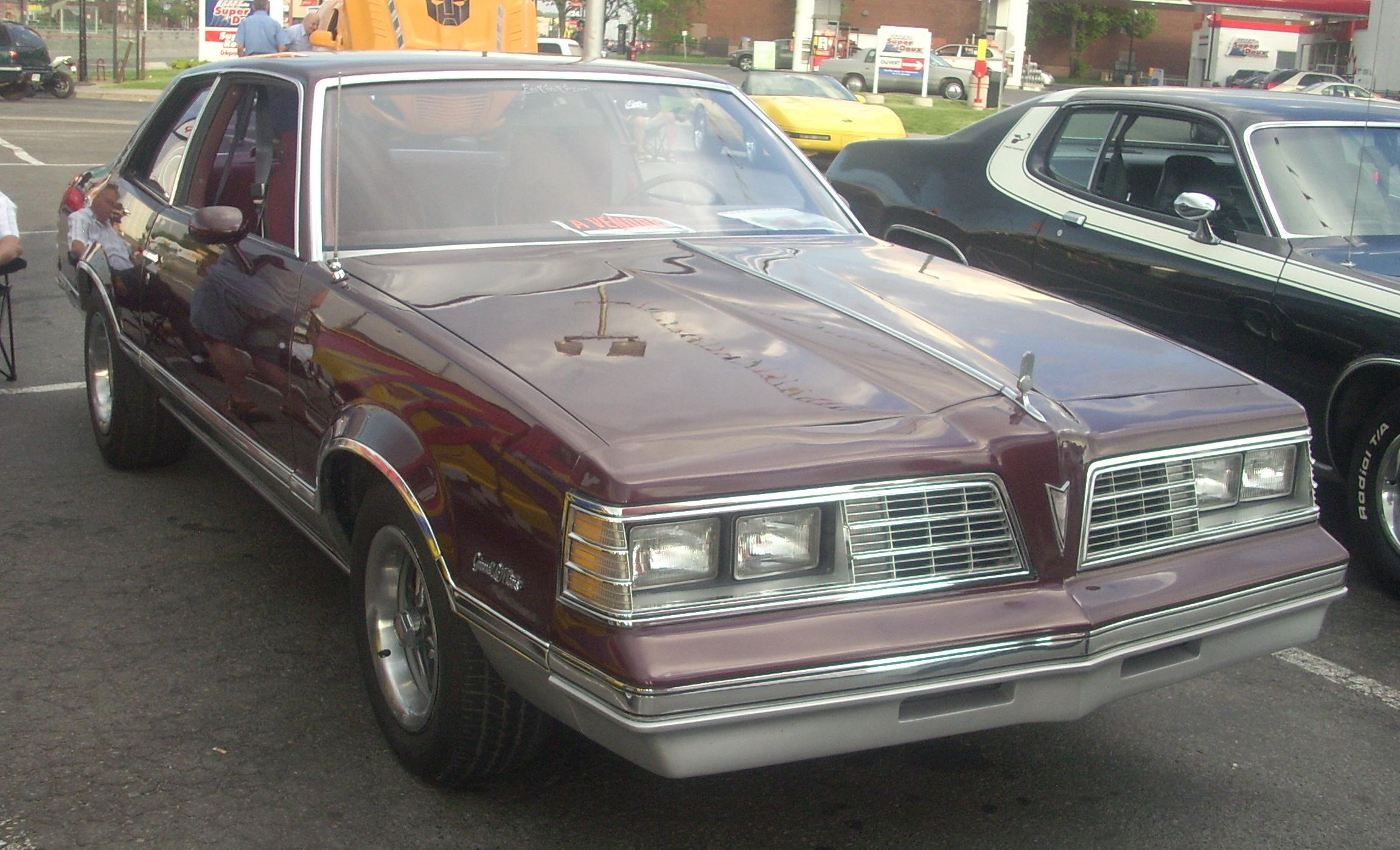
Pontiac LeMans V po liftingu

Pontiac LeMans V został zaprezentowany po raz pierwszy w 1978 roku.
Piąta i ostatnia generacja modelu LeMans w ramach tzw. downsizingu zyskała mniejsze nadwozie, które straciło przede wszystkim na rozstawie osi. Z przodu pojawiły się bardziej kanciaste kształty, z kwadratowymi reflektorami i szerzej rozstawioną atrapą chłodnicy z wyraźnie zaznaczonym logo producenta.

### Restylizacje
Podczas trwającej 3 lata produkcji, Pontiac LeMans piątej generacji przeszedł dwie restylizacje, z czego najobszerniejsza przypadła na 1980 rok. Pas przedni ponownie zmienił kształt, zyskując bardziej prostokątne reflektory i większą atrapę chłodncy.

### Koniec produkcji i następca
W 1981 roku produkcja linii modelowej LeMans została zakończona na rzecz następcy, który w ramach zmiany polityki nazewniczej Pontiaka otrzymała inny emblemat – 6000.

### Silniki
- V6 3.8l Chevrolet
- V6 3.8l Buick
- V8 4.3l Pontiac
- V8 4.9l Pontiac
- V8 5.0l Chevrolet
- V8 5.7l Chevrolet